# Villa Kaknäs

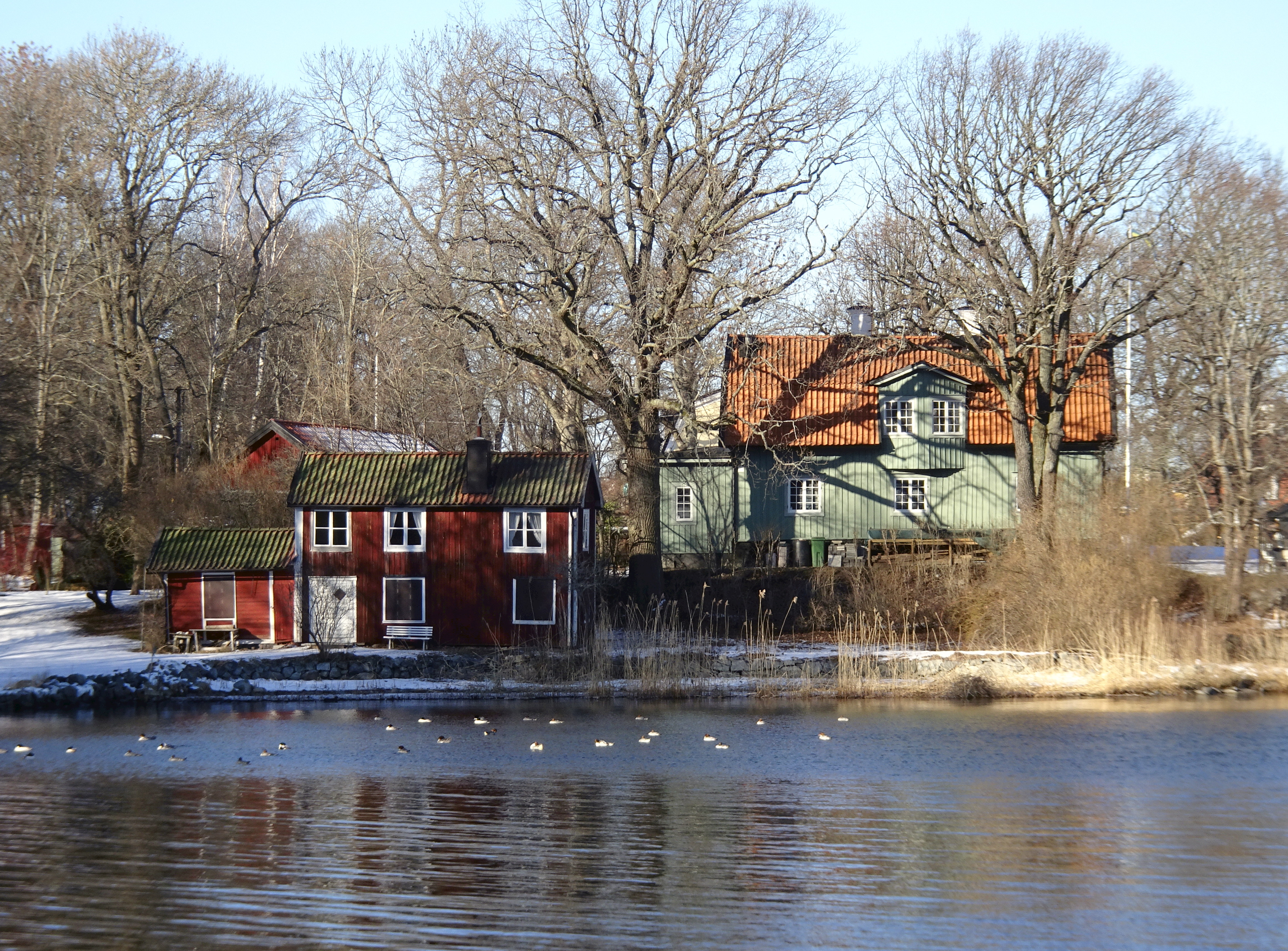
Villa Kaknäs från söder.

Villa Kaknäs är en byggnad vid Kaknäsvägen 42 på Norra Djurgården i Stockholms kommun. Nuvarande byggnad uppfördes 1772 och fungerade under lång tid som hovjägmästarens boställe. Idag är villan privatbostad.

## Historik

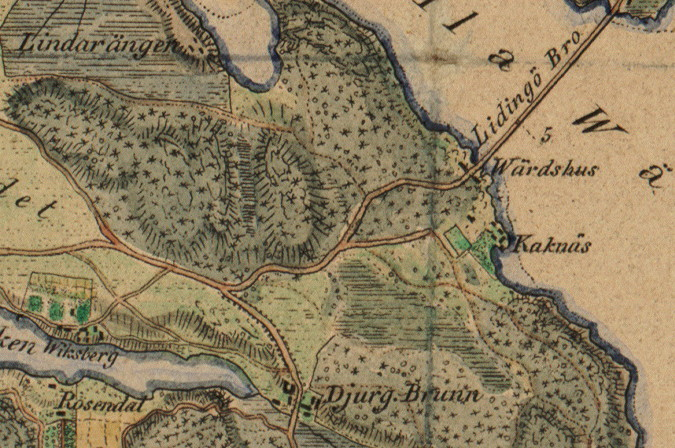
Kaknäs, flottbron och värdshuset, 1817.

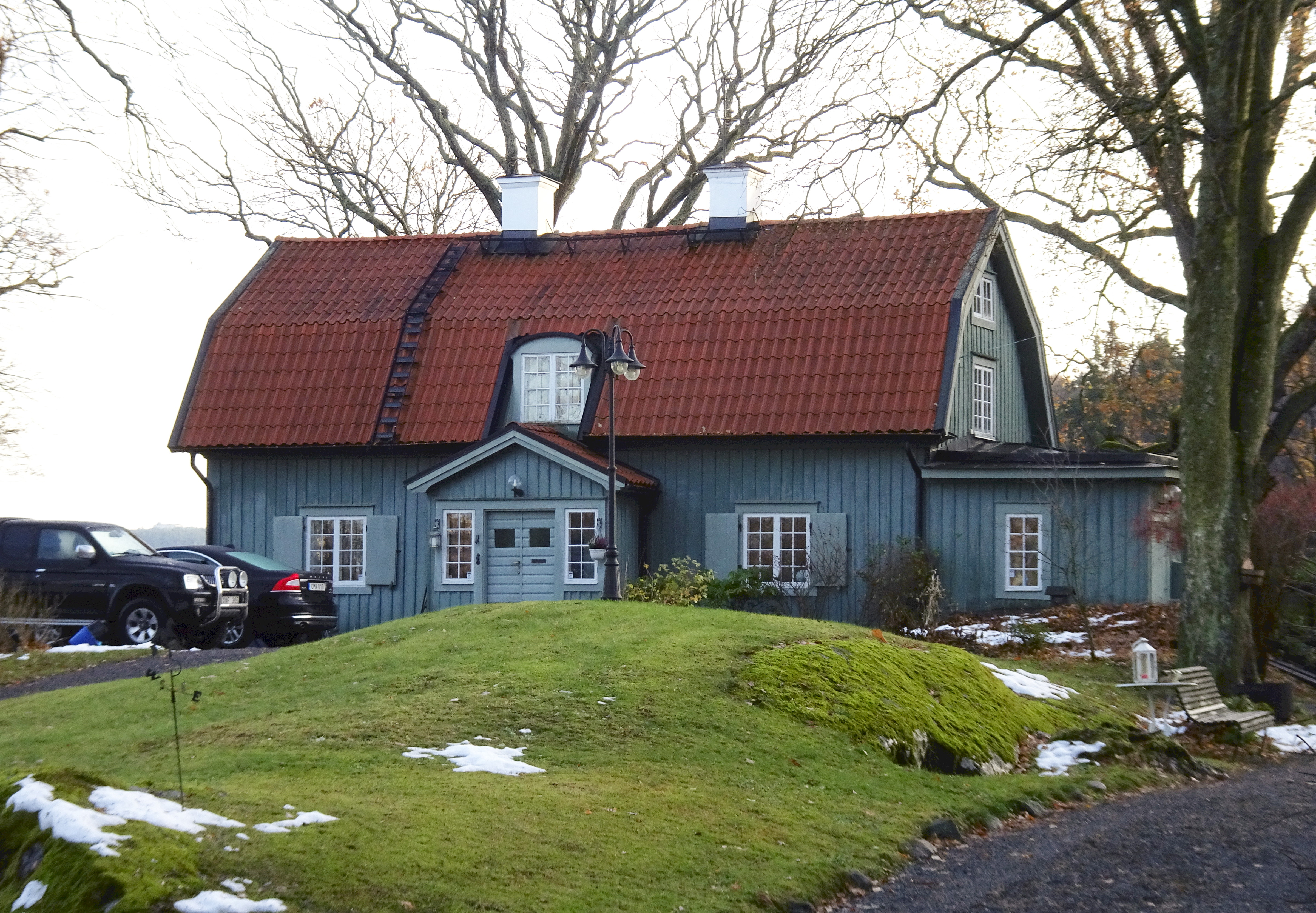
Villa Kaknäs från norr.

Villan är belägen vid Lilla Värtan och har sitt namn efter den forntida byn Kaknäs, som låg ungefär 600 meter inåt land, räknat från Lilla Värtan. Ett av de första husen som uppfördes här i slutet av 1700-talet var gamla Kaknäs bestående av flera byggnader. 
Från den tiden existerar idag bara en flygelbyggnad, ett stall och sjöstugan. Stället anlades 1772 som bostad för hovjägmästaren vid Kungliga Djurgården. En av de första som bodde här var Johan Eric Dahlgren (1771-1836). Vid sidan om sin befattning som hovjägare bedrev han ett litet jordbruk, bestående i tobaks- och potatisodling samt ladugårdsskötsel. Hans äldsta son, bankokommissarien Carl Peter Dahlgren (1804-1893), övertog arrendet från kronan och hyrde i sin tur ut till olika hovjägare. Själv bodde Dahlgren i föregångaren till intilliggande Villa Kusten som han lät bygga åt sig och sin familj. Mellan 1882 och 1891 uppges en B.P. Tandberg som hovjägare på Kaknäs. Fortfarande på 1930-talet utvisas stället som "hovjägarbostad" i kartan över Stockholm med omgivningar.
Området blev attraktivt när Lidingö bro anlades 1802, en flottbron som sträckte sig över Lilla Värtan till Lidingön. Snart fanns här ett litet samhälle bestående, utöver Kaknäs, av bland annat brostugorna, Lidingöbro värdshus, "Badskeppet" (ett flytande badhus), Norra och södra Villervallan, Lilla och Stora Astringe och Villa Kusten.